# Cestrum buxifolium
Cestrum buxifolium är en potatisväxtart som beskrevs av Carl Sigismund Kunth. Cestrum buxifolium ingår i släktet Cestrum och familjen potatisväxter. Inga underarter finns listade i Catalogue of Life.